# ネットワーク (映画)
『ネットワーク』（Network）は、1976年製作のアメリカ映画。シドニー・ルメット監督作品。架空の系列局を舞台に、視聴率に踊らされるテレビ業界人の狂騒を痛烈に風刺する。フェイ・ダナウェイ、ウィリアム・ホールデン、ピーター・フィンチ、ロバート・デュヴァルら実力派俳優たちの競演も話題になった。

## 概要
映画の脚本はテレビ局でドラマ制作の仕事をしていたパディ・チャイエフスキーによって執筆されたものである。チャイエフスキーは彼のテレビ局における同僚で、後に映画のプロデュースを担当することになるハワード・ゴットフリードと共同で映画の企画を練った。脚本の執筆は手間取り、その完成までおよそ2年の歳月を掛けたという。脚本の完成後、チャイエフスキーとゴットフリードは草稿をユナイテッド・アーティスツに持ち込んだ。しかし二人と面会した役員が映画の登場人物の描写に苦情をつけたため、その交渉は決裂した。後に彼らはメトロ・ゴールドウィン・メイヤーと正式な契約を交わすことになるが、その際一度彼らの脚本を没にしたユナイテッド・アーティスツも企画に参加する意思を表明。結局資本金の一部を出資したユナイテッド・アーティスツも映画製作に携わることになった。
映画の監督には、嘗てチャイエフスキーと共にテレビ関係の仕事をしたことのあるシドニー・ルメットが抜擢された。ルメットとチャイエフスキー、ゴットフリードの三人は共同で映画に出演する俳優探しに奔走、その結果フェイ・ダナウェイやウィリアム・ホールデン、ロバート・デュヴァルといった一流のキャストが映画に出演することになった。脚本執筆から映画会社との交渉、キャストの選抜まで尽力したチャイエフスキーが本作品の完成に果たした功績は絶大なものだった。彼は自分の脚本どおりに監督が演出をしているか、役者たちが演技をしているかを確かめるために、毎日撮影現場まで足を運んだという。通例映画のオープニングでは監督や主演したスターの名前が目立つようにクレジットされるものであるが、本作品では原作者としてのチャイエフスキーを尊重して「パディ・チャイエフスキーによるネットワーク」となっている。
映画は1976年11月27日に公開され、興行的にも批評的にも成功を収めた。同年度のアカデミー賞で作品賞を含む10部門にノミネートされ、そのうち主演男優賞、主演女優賞、助演女優賞、脚本賞の4部門で受賞した。映画中で徐々に狂気に蝕まれていくニュースキャスターを演じたピーター・フィンチはノミネート直後に心不全で急死、アカデミー賞史上初の死後受賞となった。映画中の「俺はとんでもなく怒っている。もうこれ以上耐えられない!」（原文：I'm as mad as hell, and I'm not going to take this anymore!）という彼の台詞は、アメリカでは非常に有名なものである。この台詞は、AFIが選出する「アメリカ映画の名セリフベスト100」において19位にランクインしている。

## ストーリー
大手ネットワークUBSの報道番組で長年ニュースキャスターを務めてきたハワード・ビール。視聴率低下によって二週間後の解任が決定し欝状態に陥ったハワードは、その夜の生放送で翌週の公開自殺を予告する。放送後テレビ局に大量の苦情が届き、ハワードは即座に解雇を宣告される。しかし彼の長年の友人であるニュース部門の責任者マックス・シューマッカーは、解雇の前にもう一日だけハワードに番組を任せてみることにする。
ハワードはその放送でテレビ業界の欺瞞を告発、著名なニュースキャスターの連日の狂態は世間に一大センセーションを巻き起こす。それを見たエンターテイメント部門の新鋭プロデューサーであるダイアナ・クリステンセンは、ハワードを中心に据えた新番組の制作を画策する。ダイアナはUBSの大株主のCCAの役員のフランク・ハケットを説得、フランクは硬派な報道番組の制作に固執するマックスを更迭しニュース部門の主導権を握る。
ダイアナが新たに制作した番組は、預言者となったハワードが世間に対して怒りをぶちまけるというエンターテイメント番組だった。神から啓示を受けたという妄想に取り憑かれ、完全に発狂したハワードの義憤は大衆の共感を呼び、番組は驚異的な視聴率を記録する。一方、ダイアナと彼女によって失職したマックスは何時しか互いに惹かれあう。既婚者であり成人した子供も居るマックスだったが、ダイアナと不倫関係になってしまう。
ハワードの番組で実力を認められたダイアナは、新たに過激派の武装テロリストの犯行ビデオを材料に新番組の制作を開始する。その番組も好評を博し、メディアの寵児として脚光を浴びるダイアナ。しかし彼女の栄光は長くは続かなかった。ハワードが番組中で、UBSの大株主のCCAがアラブ諸国により大量の株が買い占められていることを批判したことで、CCAの逆鱗に触れ、彼とUBSの実質的な執行責任者であるフランクはCCAの会長のアーサー・ジェンセンに呼び出される。
アーサーはハワードに、現実の世界を動かしているのは主義や思想ではなく金であるという彼独自の世界観を述べる。それに説伏されたハワードは現代社会における人間性の喪失について番組で語るが、彼の新たな思想はあまりに憂鬱すぎると視聴者に敬遠され、次第に番組の人気も落ちていく。視聴率の低下に頭を悩まし、番組の人気回復に試行錯誤するダイアナ。報道倫理を完全に喪失し、ただ視聴率のみを追い求める彼女を理解できないマックスは、ダイアナとの関係を終わらせ家族の下に帰ることを決意する。
視聴率は急落しているものの、資本家の哲学の代弁者となったハワードを解雇するわけにもいかず、進退に窮したUBSのニュース部門。その上層部であるダイアナとフランクは、ついに厄介者のハワードの暗殺を決定する。彼らはテレビ局の走狗と化した過激派の連中をスタジオの観客に紛れ込ませ、ハワードを銃撃させる。武装テロリストのマシンガンで蜂の巣にされ息絶えるハワード。彼の最期は生放送で全米に放映されたのだった。

## キャスト
| 役名                         | 俳優                         | 日本語吹替 | 日本語吹替 |
| 役名                         | 俳優                         | TBS版 | 機内上映版 |
| ---------------------------- | ---------------------------- | --- | ---------- |
| ダイアナ・クリステンセン     | フェイ・ダナウェイ           | 鳳八千代 | 野沢雅子   |
| マックス・シューマッカー     | ウィリアム・ホールデン       | 近藤洋介 |            |
| ハワード・ビール             | ピーター・フィンチ           | 久松保夫 |            |
| フランク・ハケット           | ロバート・デュヴァル         | 森川公也 |            |
| ネルソン・チェイニー         | ウェズリー・アディ           | 大木民夫 |            |
| アーサー・ジェンセン         | ネッド・ビーティ             | 藤本譲 |            |
| ハリー・ハンター             | ジョーダン・チャーニー       | |            |
| バーバラ・シュレシンジャー   | コンチャータ・フェレル       | |            |
| ビル・ヘロン                 | ダリル・ヒックマン           | |            |
| エドワード・ジョージ・ラディ | ウィリアム・プリンス         | |            |
| ロバート・マクドノー         | レイン・スミス               | |            |
| ルイーズ・シューマッカー     | ベアトリス・ストレイト       | |            |
| ローリン・ホブス             | マーリーン・ウォーフィールド | |            |
| 不明 その他                  |                              | 寺島幹夫 寺田誠 蟹江栄司 宮田光 飯塚昭三 長堀芳夫 菊池紘子 石井敏郎 池田勝 鈴木れい子 芝田清子 西村知道 屋良有作 山本敏之 |            |
|                              |                              | |            |
| 演出                         | 演出                         | 小林守夫 |            |
| 翻訳                         | 翻訳                         | 額田やえ子 |            |
| 効果                         |                              | |            |
| 調整                         |                              | |            |
| 制作                         | 制作                         | 東北新社 |            |
| 解説                         | 解説                         | 荻昌弘 |            |
| 初回放送                     | 初回放送                     | 1980年4月14日 『月曜ロードショー』                                                                                        |            |

※日本語吹替はDVD未収録

※字幕翻訳：石川周三 （劇場公開用）、吉川一夫（ビデオ用）、戸田奈津子（DVD用）

## 主な受賞
- 1976年度（第49回）アカデミー賞

主演男優賞 - ピーター・フィンチ
主演女優賞 - フェイ・ダナウェイ
助演女優賞 - ベアトリス・ストレイト
脚本賞 - パディ・チャイエフスキー
- 1976年度（第34回）ゴールデングローブ賞

監督賞 - シドニー・ルメット
主演男優賞（ドラマ部門） - ピーター・フィンチ
主演女優賞（ドラマ部門） - フェイ・ダナウェイ
脚本賞 - パディ・チャイエフスキー
- 1977年度（第30回）英国アカデミー賞

主演男優賞 - ピーター・フィンチ

## 評価
『ネットワーク』は公開後批評家たちから概ね好意的な評価をされた。本作品のことを映画評論家のレナード・マルティンは「突飛な風刺劇」、ポーリン・ケールは「非常に説得力の有る道化芝居」だと評した。商業主義に支配された放送関係者をリアリズムではなくむしろ徹底的に戯画化して描いた作品であるが、今日ではマスメディアのモラル崩壊に対して予見的であったと評価されている。
ただし、映画の製作者たちからはそれらの評価に対する反論も出ている。監督のシドニー・ルメットは、この映画のことを風刺劇ではなくテレビ業界の内実を暴露したルポルタージュであると述べた。プロデューサーのハワード・ゴットフリードは、本作品がただテレビを主題にした映画に終わらず、脚本を担当したパディ・チャイエフスキーが現代社会におけるグローバリゼーションの到来を予測して書いたものだと主張した。
1998年にアメリカン・フィルム・インスティチュートが選んだ映画ベスト100中第66位、2007年に更新されたリストではベスト100中第64位にランクインした。2002年にはアメリカ国立フィルム登録簿に登録された。

## トリビア
- 武装テロリストに身代金目的で誘拐され、後に彼らの一員になった富豪令嬢はパトリシア・ハーストがモデルである。また、社会変革の理念を忘れマスメディアに迎合する共産主義者のキャラクターは、実在の政治活動家アンジェラ・デービスを連想させるものである。
- ネッド・ビーティが拝金主義を信奉する資本家を、ベアトリス・ストレイトが長年連れ添ってきた夫に裏切られた妻を、それぞれ演じている。両人の映画中における出演時間はいずれも僅か数分に過ぎないが、そこで卓越した演技を見せた彼らはアカデミー賞の助演男優賞と助演女優賞にノミネートされた。そのうちストレイトが助演女優賞を受賞、アカデミー賞史上最も短い出演時間（5分40秒）で演技賞を獲得した俳優になった。
- 1974年にフロリダ州のニュースキャスターだったクリスティーン・チュバックが、生放送中に自殺するという事件が起きた。チャイエフスキーはチュバックが死んだのと同じ月に映画の脚本を書き始めているが、彼女の死に様からインスピレーションを受けた可能性をイリノイ大学アーバナ・シャンペーン校の教授マシュー・C・アーリックが指摘している。